# Canna, Skottland
Canna är en ö i Storbritannien.   Den ligger i kommunen Highland och riksdelen Skottland, i den nordvästra delen av landet, 700 km nordväst om huvudstaden London. Arean är 14,9 kvadratkilometer.
Terrängen på Canna är lite kuperad. Öns högsta punkt är 206 meter över havet. Den sträcker sig 3,4 kilometer i nord-sydlig riktning, och 8,9 kilometer i öst-västlig riktning.